# Peliococcus bantu
Peliococcus bantu är en insektsart som först beskrevs av Charles Kimberlin Brain 1915.  Peliococcus bantu ingår i släktet Peliococcus och familjen ullsköldlöss. Inga underarter finns listade i Catalogue of Life.